# Милена Павловић
Милена Павловић (Београд, 28. септембар 1972) српска је глумица.

## Биографија
Павловићева је рођена 28. септембра 1972. године у Београду. Глуму је дипломирала на Факултету драмских уметности у Београду. Игра у позоришту, на филму и на телевизији. Популарност је стекла улогом неспретне девојке Марине у филму Ми нисмо анђели из 1992. године.
Ћерка је редитеља Живојина Павловића и новинарке и књижевнице Снежане Лукић. Има два брата — Вука и Ненада. Удата је за глумца Милана Чучиловића.

## Филмографија
| Год.       | Назив                             | Улога                    | Напомена            |
| ---------- | --------------------------------- | ------------------------ | ------------------- |
| 1990-те    |                                   |                          |                     |
| 1992.      | Ми нисмо анђели                   | Марина                   |                     |
| 1992.      | Дезертер                          | Марина                   |                     |
| 1992.      | Девојка с лампом                  | Дамјанова сестра         |                     |
| 1995.      | Подземље                          | Јелена                   |                     |
| 1995.      | Пакет аранжман                    | Емилија                  | сегмент Ноћ без сна |
| 1995.      | Провалник                         | Наташа                   |                     |
| 1996.      | Лепа села лепо горе               | болничарка               |                     |
| 1996.      | Била једном једна земља           | Јелена                   | ТВ серија, 4 еп.    |
| 1996.      | Иван                              | докторка                 |                     |
| 1997.      |                                   |                          |                     |
| 1998.      | Три палме за две битанге и рибицу | Сабрина (Мара)           |                     |
| 1999.      | Кактуси и руже                    | Добрила Хаџић, новинарка |                     |
| 2000-те    |                                   |                          |                     |
| 2002.      | Држава мртвих                     | Татјана                  |                     |
| 2002.      | Глад                              |                          |                     |
| 2005.      | Ми нисмо анђели 2                 | Марина                   |                     |
| 2005.      | Флерт                             | Лола                     |                     |
| 2005.      | Потера за срећ(к)ом               | Вишња                    |                     |
| 2007.      | Бора под окупацијом               | госпођа Ђорђевић         |                     |
| 2008—2011. | Мој рођак са села                 | Јелена                   | ТВ серија, 6 еп.    |
| 2009.      | Село гори... и тако               | главна сестра            |                     |
| 2009—2010. | Село гори, а баба се чешља        | главна медицинска сестра | ТВ серија, 8 еп.    |
| 2010-те    |                                   |                          |                     |
| 2012.      | Инспектор Нардоне                 | Пинучија Сомаскини       | ТВ серија, 2 еп.    |
| 2013—2017. | Отворена врата                    | Анина клијенткиња        | ТВ серија, 3 еп.    |
| 2016.      | Андрија и Анђелка                 | офтамолог                | ТВ серија, 3 еп.    |
| 2016.      | Убице мог оца                     | Савка                    | ТВ серија, 1 еп.    |
| 2017.      |                                   | Мира                     |                     |
| 2018.      | Немањићи — рађање краљевине       | Тиса                     | ТВ серија, 2 еп.    |
| 2019—2020. | Преживети Београд                 | Божица                   | ТВ серија, 5 еп.    |
| 2020-те    |                                   |                          |                     |
| 2021.      | Феликс                            | Спасенија Крстановић     | ТВ серија, 1 еп.    |
| 2022.      | Азбука нашег живота               | шефица финансија         | ТВ серија, 1 еп.    |
| 2022.      | Траг дивљачи                      | Сибинка                  |                     |
| 2022.      | Клан                              | Аница                    |                     |